# 郡上郡
- 令制国一覧 > 東山道 > 美濃国 > 郡上郡
- 日本 > 中部地方 > 岐阜県 > 郡上郡

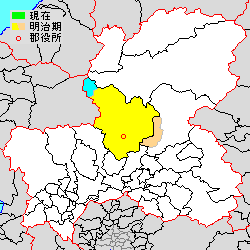
岐阜県郡上郡の位置（薄黄：後に他郡に編入された区域 水色：後に他郡から編入した区域）

郡上郡（ぐじょうぐん）は、岐阜県（美濃国）にあった郡。かつては「奥美濃」と通称した。

## 郡域
1879年（明治12年）に行政区画として発足した当時の郡域は上記の他、下記の区域にあたる。
- 郡上市の大部分（白鳥町石徹白を除く）
- 下呂市の一部（金山町弓掛・金山町卯野原・金山町乙原・金山町岩瀬・金山町祖師野・金山町戸部・金山町東沓部）

## 歴史
『郡上おどり』をはじめとする伝統行事で有名な郡だった。「郡上」の地名は、郡域と概ね同じ面積を持つ現在の郡上市に引き継がれている。

### 古代
855年（斉衡2年）閏4月19日に美濃国武儀郡から分かれて成立した。郡名の由来は地図で見た場合に「武儀郡の上にある郡」であることから。明治時代から岐阜県に属した。

### 近世以降の沿革
- 「旧高旧領取調帳」に記載されている明治初年時点での支配は以下の通り。幕府領は美濃郡代が管轄。●は村内に寺社領が存在。（1町163村）

| 知行   | 知行                  | 村数      | 村名 |
| ------ | --------------------- | --------- | --- |
| 幕府領 | 美濃郡代              | 18村      | 安郷野新田、土京村、鹿倉村、野尻村、上沢村、横井村、東野村、入津村、小板屋新田、貢間村、下野村、中之保村、夕谷村、洲河村、田平村、厚波村、野々倉村、小那比村 |
| 旗本領 | 乙原遠藤氏            | 13村      | 西乙原村、門原村、福手村、沓部村、広瀬村、中原村、相原村、八坂村、岩屋村、卯野原村、弓掛村、方須村、宮地村 |
| 旗本領 | 乙原遠藤氏 和良遠藤氏 | 1村       | 法師丸村 |
| 旗本領 | 和良遠藤氏            | 6村       | 祖師野村、戸川村、下洞村、下沢村、宮代村、乙原村 |
| 藩領   | 美濃郡上藩            | 1町 125村 | 木尾村、繁在村、根村、下田村、高原村、粥川村、赤池村、杉原村、鬮本村、門福手村、那比村、寺本村、亀尾島村、鈴原村、腰細村、勝原村、大矢村、福野村、野尻村、新羽根村、下刈安村、上刈安村、三日市村、相戸村、深戸村、梅原村、名津佐村、東乙原村、千虎村、穀見村、中野村、勝更村、島方村、赤谷村、田尻村、川佐村、市島村、在原村、歩岐村、小久須見村、大久須見村、二間手村、畑佐村、小川村、坂本村、鎌辺村、漆原村、口長尾村、奥長尾村、東気良村、西気良村、寒水村、神谷村、下津原村、吉田村、石原村、符路村、鶴佐村、小野村、五町村、坪佐村、場皿村、小瀬子村、大瀬子村、口神路村、中神路村、上神路村、河辺村、万場村、今万場村、名皿部村、落部村、島馬場村、内ヶ谷村、越佐村、向小駄良村、二日町村、長滝村、歩岐島村、前谷村、鮎走村、正ヶ洞村、中切村（現・郡上市高鷲町大鷲）、穴洞村、西洞村（現・郡上市高鷲町西洞）、鷲見村、向鷲見村、切立村、阿多岐村、折村、高久村、藤林村、畑ヶ谷村、栃洞村、橋詰村、野添村、中西村、陰地村、那留村、白鳥村、為真村、大島村、中津屋村、剣村、徳永村、牧村、大間見村、小間見村、西俣村、母袋村、東俣村、戒仏村、坪谷村、為安村、鳩畑村、深皿村、原村、中切村（現・郡上市八幡町初音）、是本村、中坪村、上之洞村、安久田村、印雀村、西洞村（現・郡上市八幡町初音）、鬼谷村、八幡町 |

- 慶応4年
  - 4月15日（1868年5月7日） - 幕府領・旗本領が笠松裁判所の管轄となる。
  - 閏4月25日（1868年6月15日） - 笠松裁判所の管轄地域が笠松県の管轄となる。
- 明治4年
  - 7月14日（1871年8月29日） - 廃藩置県により、藩領が郡上県となる。
  - 11月22日（1872年1月2日） - 第1次府県統合により、全域が岐阜県の管轄となる。
- 明治初年 - 沓部村のうち馬瀬川以東が分立して東沓部村となる。残部は改称して西沓部村となる。（1町164村）
- 明治7年（1874年）9月[2]
  - 2ヶ所存在した西洞村がそれぞれ鷲見西洞村（現・郡上市高鷲町西洞）・小駄良西洞村（現・郡上市八幡町初音）に改称。
  - 2ヶ所存在した中切村がそれぞれ鷲見中切村（現・郡上市高鷲町大鷲）・小駄良中切村（現・郡上市八幡町初音）に改称。
- 明治8年（1875年）1月 - 以下の各村の統合が行われる[3]。（1町88村）

- 相生村 ← 腰細村、鈴原村、亀尾島村、寺本村、福手村、門原村
- 高砂村 ← 粥川村、高原村
- 山田村 ← 門福手村、鬮本村、赤池村、杉原村
- 上田村 ← 下田村、根村、繁在村、木尾村
- 稲成村 ← 中野村、穀見村
- 吉野村 ← 千虎村、東乙原村、名津佐村
- 三戸村 ← 深戸村、相戸村、三日市村
- 白山村 ← 上刈安村、下刈安村、新羽根村、福野村、野尻村
- 大原村 ← 大矢村、勝原村
- 有坂村 ← 勝更村、坪佐村
- 島村 ← 場皿村、島馬場村
- 瀬取村 ← 小瀬子村、大瀬子村
- 万場村 ← 万場村、今万場村
- 神路村 ← 口神路村、中神路村
- 大鷲村 ← 向鷲見村、穴洞村、鷲見中切村、正ヶ洞村
- 鷲見村 ← 鷲見村、鷲見西洞村
- 鮎立村 ← 鮎走村、切立村
- 西多村 ← 阿多岐村、中西村
- 六ノ里村 ← 折村、高久村、藤林村、畑ヶ谷村、栃洞村、橋詰村

- 栗巣村 ← 西俣村、母袋村
- 初音村 ← 是本村、小駄良中切村、小駄良西洞村、印雀村、原村、上之洞村
- 河鹿村 ← 深皿村、坪谷村、為安村、戒仏村、鳩畑村
- 古道村 ← 東俣村、上神路村
- 初納村 ← 鶴佐村、符路村、石原村、吉田村、下津原村
- 大谷村 ← 神谷村、大久須見村
- 奥住村 ← 奥長尾村、口長尾村、漆原村、鎌辺村、坂本村
- 気良村 ← 東気良村、西気良村
- 有穂村 ← 小久須見村、在原村、歩岐村
- 沢村 ← 上沢村、下沢村
- 三庫村 ← 田平村、厚波村、東野村
- 美山村 ← 夕谷村、小板屋新田、中之保村、鬼谷村
- 横野村 ← 下野村、横井村
- 入間村 ← 貢間村、入津村
- 戸部村 ← 西沓部村、戸川村
- 岩瀬村 ← 広瀬村、中原村、相原村、八坂村、岩屋村
- 旭村 ← 田尻村、川佐村
- 島谷村 ← 島方村、赤谷村

- 明治12年（1879年）2月18日 - 郡区町村編制法の岐阜県での施行により、行政区画としての郡上郡が発足。郡役所が八幡村に設置。
- 明治15年（1882年）4月 - 鷲見村の一部が分立して西洞村となる。（1町89村）

### 町村制以降の沿革
- 明治22年（1889年）7月1日 - 町村制の施行により、八幡町、嵩田村、梅原村、三戸村、白山村、大原村、西乙原村、相生村、那比村、稲成村、吉野村、安久田村、名皿部村、落部村、島村、有坂村、前谷村、歩岐島村、長滝村、二日町村、向小駄良村、大鷲村、鮎立村、西洞村、鷲見村、野添村、六ノ里村、西多村、陰地村、那留村、白鳥村、為真村、大島村、中津屋村、越佐村、小間見村、剣村、大間見村、万場村、徳永村、河辺村、神路村、牧村、古道村、栗巣村、中坪村、初音村、河鹿村、五町村、瀬取村、初納村、小野村、旭村、市島村、有穂村、大谷村、寒水村、気良村、奥住村、小川村、畑佐村、二間手村、美山村、入間村、洲河村、野々倉村、小那比村、鹿倉村、宮代村、野尻村、三庫村、横野村、宮地村、沢村、法師丸村、下洞村、土京村、方須村（現・郡上市）、弓掛村、卯野原村、乙原村、岩瀬村、祖師野村、戸部村、東沓部村（現・下呂市）が発足。それにともない以下の変更が行われる。（1町84村）
  - 八幡町[4]・島谷村が合併して八幡町が発足。
  - 上田村・山田村・高砂村が合併して嵩田村が発足。
  - 内ヶ谷村が落部村に、安郷野新田が方須村にそれぞれ合併。
- 明治27年（1894年）7月21日 - 下洞村・法師丸村・三庫村・横野村・野尻村・宮代村・鹿倉村・土京村・宮地村・方須村・沢村が合併して和良村が発足。（1町74村）
- 明治30年（1897年）4月1日 - 以下の町村の統合が行われる。特記以外は全域が現・郡上市。（1町16村）
  - 東村 ← 岩瀬村、乙原村、卯野原村、弓掛村、祖師野村、戸部村、東沓部村（現・下呂市）
  - 下川村 ← 白山村、大原村、三戸村、梅原村
  - 高鷲村 ← 大鷲村、鮎立村、鷲見村、西洞村
  - 北濃村 ← 長滝村、歩岐島村、前谷村、二日町村、向小駄良村
  - 上保村 ← 白鳥村、為真村、大島村、中津屋村、越佐村
  - 山田村 ← 徳永村、河辺村、神路村、牧村、古道村、栗巣村
  - 牛道村 ← 野添村、六ノ里村、西多村、陰地村、那留村
  - 弥富村 ← 剣村、万場村、大間見村、小間見村
  - 西川村 ← 島村、名皿部村、落部村、有坂村
  - 西和良村 ← 美山村、洲河村、入間村、野々倉村、小那比村
  - 相生村 ← 相生村、那比村、西乙原村、吉野村、稲成村、安久田村
  - 奥明方村 ← 二間手村、大谷村、寒水村、気良村、奥住村、畑佐村、小川村
  - 口明方村 ← 初納村、小野村、旭村、市島村、有穂村
  - 川合村 ← 中坪村、初音村、河鹿村、五町村、瀬取村
- 明治30年（1897年）8月1日 - 郡制を施行。
- 大正12年（1923年）4月1日 - 郡会が廃止。郡役所は存続。
- 大正15年（1926年）7月1日 - 郡役所が廃止。以降は地域区分名称となる。
- 昭和3年（1928年）11月10日 - 上保村が町制施行・改称して白鳥町となる。（2町15村）
- 昭和29年（1954年）
  - 11月1日 - 嵩田村・下川村が合併して美並村が発足。（2町14村）
  - 12月15日 - 八幡町・川合村・相生村・口明方村・西和良村が合併し、改めて八幡町が発足。（2町10村）
- 昭和30年（1955年）
  - 3月1日 - 東村が武儀郡金山町・菅田町・益田郡下原村と合併して益田郡金山町が発足し、郡より離脱。（2町9村）
  - 3月28日 - 山田村・弥富村・西川村が合併して大和村が発足。（2町7村）
- 昭和31年（1956年）4月1日 - 白鳥町・牛道村・北濃村が合併し、改めて白鳥町が発足。（2町5村）
- 昭和32年（1957年）4月1日 - 大和村の一部（有坂）が八幡町に編入。
- 昭和33年（1958年）10月15日 - 白鳥町が福井県大野郡石徹白村を編入。
- 昭和45年（1970年）4月20日 - 奥明方村が改称して明方村となる。
- 昭和60年（1985年）11月1日 - 大和村が町制施行して大和町となる。（3町4村）
- 平成4年（1992年）4月1日 - 明方村が改称して明宝村となる。
- 平成16年（2004年）3月1日 - 八幡町・大和町・白鳥町・高鷲村・美並村・明宝村・和良村が合併して郡上市が発足。同日郡上郡消滅。

### 変遷表
| 明治22年以前                 | 明治22年以前                 | 明治22年以前                 | 明治22年以前                 | 明治22年 7月1日 町村制施行 | 明治22年 - 大正15年                   | 昭和元年 - 昭和30年             | 昭和31年 - 昭和40年                        | 昭和41年 - 昭和64年         | 平成元年 - 現在           | 平成元年 - 現在             | 現在   |
| ---------------------------- | ---------------------------- | ---------------------------- | ---------------------------- | -------------------------- | ------------------------------------- | ------------------------------- | ------------------------------------------ | --------------------------- | ------------------------- | --------------------------- | ------ |
| 八幡町                       | 八幡町                       | 八幡町                       | 八幡町                       | 八幡町                     | 八幡町                                | 昭和29年12月15日 八幡町         | 八幡町                                     | 八幡町                      | 八幡町                    | 平成16年3月1日 郡上市       | 郡上市 |
| 島方村                       | 島方村                       | 明治8年1月 島谷村            | 明治8年1月 島谷村            | 八幡町                     | 八幡町                                | 昭和29年12月15日 八幡町         | 八幡町                                     | 八幡町                      | 八幡町                    | 平成16年3月1日 郡上市       | 郡上市 |
| 赤谷村                       |                              | 明治8年1月 島谷村            | 明治8年1月 島谷村            | 八幡町                     | 八幡町                                | 昭和29年12月15日 八幡町         | 八幡町                                     | 八幡町                      | 八幡町                    | 平成16年3月1日 郡上市       | 郡上市 |
| 腰細村                       | 腰細村                       | 明治8年1月 相生村            | 明治8年1月 相生村            | 相生村                     | 明治30年4月1日 相生村                 | 昭和29年12月15日 八幡町         | 八幡町                                     | 八幡町                      | 八幡町                    | 平成16年3月1日 郡上市       | 郡上市 |
| 鈴原村                       |                              | 明治8年1月 相生村            | 明治8年1月 相生村            | 相生村                     | 明治30年4月1日 相生村                 | 昭和29年12月15日 八幡町         | 八幡町                                     | 八幡町                      | 八幡町                    | 平成16年3月1日 郡上市       | 郡上市 |
| 亀尾島村                     |                              | 明治8年1月 相生村            | 明治8年1月 相生村            | 相生村                     | 明治30年4月1日 相生村                 | 昭和29年12月15日 八幡町         | 八幡町                                     | 八幡町                      | 八幡町                    | 平成16年3月1日 郡上市       | 郡上市 |
| 寺本村                       |                              | 明治8年1月 相生村            | 明治8年1月 相生村            | 相生村                     | 明治30年4月1日 相生村                 | 昭和29年12月15日 八幡町         | 八幡町                                     | 八幡町                      | 八幡町                    | 平成16年3月1日 郡上市       | 郡上市 |
| 福手村                       |                              | 明治8年1月 相生村            | 明治8年1月 相生村            | 相生村                     | 明治30年4月1日 相生村                 | 昭和29年12月15日 八幡町         | 八幡町                                     | 八幡町                      | 八幡町                    | 平成16年3月1日 郡上市       | 郡上市 |
| 門原村                       |                              | 明治8年1月 相生村            | 明治8年1月 相生村            | 相生村                     | 明治30年4月1日 相生村                 | 昭和29年12月15日 八幡町         | 八幡町                                     | 八幡町                      | 八幡町                    | 平成16年3月1日 郡上市       | 郡上市 |
| 西乙原村                     | 西乙原村                     | 西乙原村                     | 西乙原村                     | 西乙原村                   | 明治30年4月1日 相生村                 | 昭和29年12月15日 八幡町         | 八幡町                                     | 八幡町                      | 八幡町                    | 平成16年3月1日 郡上市       | 郡上市 |
| 那比村                       | 那比村                       | 那比村                       | 那比村                       | 那比村                     | 明治30年4月1日 相生村                 | 昭和29年12月15日 八幡町         | 八幡町                                     | 八幡町                      | 八幡町                    | 平成16年3月1日 郡上市       | 郡上市 |
| 中野村                       | 中野村                       | 明治8年1月 稲成村            | 明治8年1月 稲成村            | 稲成村                     | 明治30年4月1日 相生村                 | 昭和29年12月15日 八幡町         | 八幡町                                     | 八幡町                      | 八幡町                    | 平成16年3月1日 郡上市       | 郡上市 |
| 穀見村                       |                              | 明治8年1月 稲成村            | 明治8年1月 稲成村            | 稲成村                     | 明治30年4月1日 相生村                 | 昭和29年12月15日 八幡町         | 八幡町                                     | 八幡町                      | 八幡町                    | 平成16年3月1日 郡上市       | 郡上市 |
| 千虎村                       | 千虎村                       | 明治8年1月 吉野村            | 明治8年1月 吉野村            | 吉野村                     | 明治30年4月1日 相生村                 | 昭和29年12月15日 八幡町         | 八幡町                                     | 八幡町                      | 八幡町                    | 平成16年3月1日 郡上市       | 郡上市 |
| 東乙原村                     |                              | 明治8年1月 吉野村            | 明治8年1月 吉野村            | 吉野村                     | 明治30年4月1日 相生村                 | 昭和29年12月15日 八幡町         | 八幡町                                     | 八幡町                      | 八幡町                    | 平成16年3月1日 郡上市       | 郡上市 |
| 名津佐村                     |                              | 明治8年1月 吉野村            | 明治8年1月 吉野村            | 吉野村                     | 明治30年4月1日 相生村                 | 昭和29年12月15日 八幡町         | 八幡町                                     | 八幡町                      | 八幡町                    | 平成16年3月1日 郡上市       | 郡上市 |
| 安久田村                     | 安久田村                     | 安久田村                     | 安久田村                     | 安久田村                   | 明治30年4月1日 相生村                 | 昭和29年12月15日 八幡町         | 八幡町                                     | 八幡町                      | 八幡町                    | 平成16年3月1日 郡上市       | 郡上市 |
| 中坪村                       | 中坪村                       | 中坪村                       | 中坪村                       | 中坪村                     | 明治30年4月1日 川合村                 | 昭和29年12月15日 八幡町         | 八幡町                                     | 八幡町                      | 八幡町                    | 平成16年3月1日 郡上市       | 郡上市 |
| 是本村                       | 是本村                       | 明治8年1月 初音村            | 明治8年1月 初音村            | 初音村                     | 明治30年4月1日 川合村                 | 昭和29年12月15日 八幡町         | 八幡町                                     | 八幡町                      | 八幡町                    | 平成16年3月1日 郡上市       | 郡上市 |
| 中切村                       | 明治7年 小駄良中切村         | 明治8年1月 初音村            | 明治8年1月 初音村            | 初音村                     | 明治30年4月1日 川合村                 | 昭和29年12月15日 八幡町         | 八幡町                                     | 八幡町                      | 八幡町                    | 平成16年3月1日 郡上市       | 郡上市 |
| 西洞村                       | 明治7年 小駄良西洞村         | 明治8年1月 初音村            | 明治8年1月 初音村            | 初音村                     | 明治30年4月1日 川合村                 | 昭和29年12月15日 八幡町         | 八幡町                                     | 八幡町                      | 八幡町                    | 平成16年3月1日 郡上市       | 郡上市 |
| 印雀村                       |                              | 明治8年1月 初音村            | 明治8年1月 初音村            | 初音村                     | 明治30年4月1日 川合村                 | 昭和29年12月15日 八幡町         | 八幡町                                     | 八幡町                      | 八幡町                    | 平成16年3月1日 郡上市       | 郡上市 |
| 原村                         |                              | 明治8年1月 初音村            | 明治8年1月 初音村            | 初音村                     | 明治30年4月1日 川合村                 | 昭和29年12月15日 八幡町         | 八幡町                                     | 八幡町                      | 八幡町                    | 平成16年3月1日 郡上市       | 郡上市 |
| 上之洞村                     |                              | 明治8年1月 初音村            | 明治8年1月 初音村            | 初音村                     | 明治30年4月1日 川合村                 | 昭和29年12月15日 八幡町         | 八幡町                                     | 八幡町                      | 八幡町                    | 平成16年3月1日 郡上市       | 郡上市 |
| 深皿村                       | 深皿村                       | 明治8年1月 河鹿村            | 明治8年1月 河鹿村            | 河鹿村                     | 明治30年4月1日 川合村                 | 昭和29年12月15日 八幡町         | 八幡町                                     | 八幡町                      | 八幡町                    | 平成16年3月1日 郡上市       | 郡上市 |
| 坪谷村                       |                              | 明治8年1月 河鹿村            | 明治8年1月 河鹿村            | 河鹿村                     | 明治30年4月1日 川合村                 | 昭和29年12月15日 八幡町         | 八幡町                                     | 八幡町                      | 八幡町                    | 平成16年3月1日 郡上市       | 郡上市 |
| 為安村                       |                              | 明治8年1月 河鹿村            | 明治8年1月 河鹿村            | 河鹿村                     | 明治30年4月1日 川合村                 | 昭和29年12月15日 八幡町         | 八幡町                                     | 八幡町                      | 八幡町                    | 平成16年3月1日 郡上市       | 郡上市 |
| 戒仏村                       |                              | 明治8年1月 河鹿村            | 明治8年1月 河鹿村            | 河鹿村                     | 明治30年4月1日 川合村                 | 昭和29年12月15日 八幡町         | 八幡町                                     | 八幡町                      | 八幡町                    | 平成16年3月1日 郡上市       | 郡上市 |
| 鳩畑村                       |                              | 明治8年1月 河鹿村            | 明治8年1月 河鹿村            | 河鹿村                     | 明治30年4月1日 川合村                 | 昭和29年12月15日 八幡町         | 八幡町                                     | 八幡町                      | 八幡町                    | 平成16年3月1日 郡上市       | 郡上市 |
| 五町村                       | 五町村                       | 五町村                       | 五町村                       | 五町村                     | 明治30年4月1日 川合村                 | 昭和29年12月15日 八幡町         | 八幡町                                     | 八幡町                      | 八幡町                    | 平成16年3月1日 郡上市       | 郡上市 |
| 小瀬子村                     | 小瀬子村                     | 明治8年1月 瀬取村            | 明治8年1月 瀬取村            | 瀬取村                     | 明治30年4月1日 川合村                 | 昭和29年12月15日 八幡町         | 八幡町                                     | 八幡町                      | 八幡町                    | 平成16年3月1日 郡上市       | 郡上市 |
| 大瀬子村                     |                              | 明治8年1月 瀬取村            | 明治8年1月 瀬取村            | 瀬取村                     | 明治30年4月1日 川合村                 | 昭和29年12月15日 八幡町         | 八幡町                                     | 八幡町                      | 八幡町                    | 平成16年3月1日 郡上市       | 郡上市 |
| 鶴佐村                       | 鶴佐村                       | 明治8年1月 初納村            | 明治8年1月 初納村            | 初納村                     | 明治30年4月1日 口明方村               | 昭和29年12月15日 八幡町         | 八幡町                                     | 八幡町                      | 八幡町                    | 平成16年3月1日 郡上市       | 郡上市 |
| 符路村                       |                              | 明治8年1月 初納村            | 明治8年1月 初納村            | 初納村                     | 明治30年4月1日 口明方村               | 昭和29年12月15日 八幡町         | 八幡町                                     | 八幡町                      | 八幡町                    | 平成16年3月1日 郡上市       | 郡上市 |
| 石原村                       |                              | 明治8年1月 初納村            | 明治8年1月 初納村            | 初納村                     | 明治30年4月1日 口明方村               | 昭和29年12月15日 八幡町         | 八幡町                                     | 八幡町                      | 八幡町                    | 平成16年3月1日 郡上市       | 郡上市 |
| 吉田村                       |                              | 明治8年1月 初納村            | 明治8年1月 初納村            | 初納村                     | 明治30年4月1日 口明方村               | 昭和29年12月15日 八幡町         | 八幡町                                     | 八幡町                      | 八幡町                    | 平成16年3月1日 郡上市       | 郡上市 |
| 下津原村                     |                              | 明治8年1月 初納村            | 明治8年1月 初納村            | 初納村                     | 明治30年4月1日 口明方村               | 昭和29年12月15日 八幡町         | 八幡町                                     | 八幡町                      | 八幡町                    | 平成16年3月1日 郡上市       | 郡上市 |
| 小野村                       | 小野村                       | 小野村                       | 小野村                       | 小野村                     | 明治30年4月1日 口明方村               | 昭和29年12月15日 八幡町         | 八幡町                                     | 八幡町                      | 八幡町                    | 平成16年3月1日 郡上市       | 郡上市 |
| 田尻村                       | 田尻村                       | 明治8年1月 旭村              | 明治8年1月 旭村              | 旭村                       | 明治30年4月1日 口明方村               | 昭和29年12月15日 八幡町         | 八幡町                                     | 八幡町                      | 八幡町                    | 平成16年3月1日 郡上市       | 郡上市 |
| 川佐村                       |                              | 明治8年1月 旭村              | 明治8年1月 旭村              | 旭村                       | 明治30年4月1日 口明方村               | 昭和29年12月15日 八幡町         | 八幡町                                     | 八幡町                      | 八幡町                    | 平成16年3月1日 郡上市       | 郡上市 |
| 市島村                       | 市島村                       | 市島村                       | 市島村                       | 市島村                     | 明治30年4月1日 口明方村               | 昭和29年12月15日 八幡町         | 八幡町                                     | 八幡町                      | 八幡町                    | 平成16年3月1日 郡上市       | 郡上市 |
| 小久須見村                   | 小久須見村                   | 明治8年1月 有穂村            | 明治8年1月 有穂村            | 有穂村                     | 明治30年4月1日 口明方村               | 昭和29年12月15日 八幡町         | 八幡町                                     | 八幡町                      | 八幡町                    | 平成16年3月1日 郡上市       | 郡上市 |
| 在原村                       |                              | 明治8年1月 有穂村            | 明治8年1月 有穂村            | 有穂村                     | 明治30年4月1日 口明方村               | 昭和29年12月15日 八幡町         | 八幡町                                     | 八幡町                      | 八幡町                    | 平成16年3月1日 郡上市       | 郡上市 |
| 歩岐村                       |                              | 明治8年1月 有穂村            | 明治8年1月 有穂村            | 有穂村                     | 明治30年4月1日 口明方村               | 昭和29年12月15日 八幡町         | 八幡町                                     | 八幡町                      | 八幡町                    | 平成16年3月1日 郡上市       | 郡上市 |
| 夕谷村                       | 夕谷村                       | 明治8年1月 美山村            | 明治8年1月 美山村            | 美山村                     | 明治30年4月1日 西和良村               | 昭和29年12月15日 八幡町         | 八幡町                                     | 八幡町                      | 八幡町                    | 平成16年3月1日 郡上市       | 郡上市 |
| 小板屋新田                   |                              | 明治8年1月 美山村            | 明治8年1月 美山村            | 美山村                     | 明治30年4月1日 西和良村               | 昭和29年12月15日 八幡町         | 八幡町                                     | 八幡町                      | 八幡町                    | 平成16年3月1日 郡上市       | 郡上市 |
| 中之保村                     |                              | 明治8年1月 美山村            | 明治8年1月 美山村            | 美山村                     | 明治30年4月1日 西和良村               | 昭和29年12月15日 八幡町         | 八幡町                                     | 八幡町                      | 八幡町                    | 平成16年3月1日 郡上市       | 郡上市 |
| 鬼谷村                       |                              | 明治8年1月 美山村            | 明治8年1月 美山村            | 美山村                     | 明治30年4月1日 西和良村               | 昭和29年12月15日 八幡町         | 八幡町                                     | 八幡町                      | 八幡町                    | 平成16年3月1日 郡上市       | 郡上市 |
| 貢間村                       | 貢間村                       | 明治8年1月 入間村            | 明治8年1月 入間村            | 入間村                     | 明治30年4月1日 西和良村               | 昭和29年12月15日 八幡町         | 八幡町                                     | 八幡町                      | 八幡町                    | 平成16年3月1日 郡上市       | 郡上市 |
| 入津村                       |                              | 明治8年1月 入間村            | 明治8年1月 入間村            | 入間村                     | 明治30年4月1日 西和良村               | 昭和29年12月15日 八幡町         | 八幡町                                     | 八幡町                      | 八幡町                    | 平成16年3月1日 郡上市       | 郡上市 |
| 洲河村                       | 洲河村                       | 洲河村                       | 洲河村                       | 洲河村                     | 明治30年4月1日 西和良村               | 昭和29年12月15日 八幡町         | 八幡町                                     | 八幡町                      | 八幡町                    | 平成16年3月1日 郡上市       | 郡上市 |
| 野々倉村                     | 野々倉村                     | 野々倉村                     | 野々倉村                     | 野々倉村                   | 明治30年4月1日 西和良村               | 昭和29年12月15日 八幡町         | 八幡町                                     | 八幡町                      | 八幡町                    | 平成16年3月1日 郡上市       | 郡上市 |
| 小那比村                     | 小那比村                     | 小那比村                     | 小那比村                     | 小那比村                   | 明治30年4月1日 西和良村               | 昭和29年12月15日 八幡町         | 八幡町                                     | 八幡町                      | 八幡町                    | 平成16年3月1日 郡上市       | 郡上市 |
| 勝更村                       | 勝更村                       | 明治8年1月 有坂村            | 明治8年1月 有坂村            | 有坂村                     | 明治30年4月1日 西川村                 | 昭和30年3月28日 大和村          | 昭和32年4月1日 八幡町に編入                | 八幡町                      | 八幡町                    | 平成16年3月1日 郡上市       | 郡上市 |
| 坪佐村                       |                              | 明治8年1月 有坂村            | 明治8年1月 有坂村            | 有坂村                     | 明治30年4月1日 西川村                 | 昭和30年3月28日 大和村          | 昭和32年4月1日 八幡町に編入                | 八幡町                      | 八幡町                    | 平成16年3月1日 郡上市       | 郡上市 |
| 名皿部村                     | 名皿部村                     | 名皿部村                     | 名皿部村                     | 名皿部村                   | 明治30年4月1日 西川村                 | 昭和30年3月28日 大和村          | 大和村                                     | 昭和60年11月1日 町制 大和町 | 大和町                    | 平成16年3月1日 郡上市       | 郡上市 |
| 落部村                       | 落部村                       | 落部村                       | 落部村                       | 落部村                     | 明治30年4月1日 西川村                 | 昭和30年3月28日 大和村          | 大和村                                     | 昭和60年11月1日 町制 大和町 | 大和町                    | 平成16年3月1日 郡上市       | 郡上市 |
| 内ヶ谷村                     |                              |                              |                              | 落部村                     | 明治30年4月1日 西川村                 | 昭和30年3月28日 大和村          | 大和村                                     | 昭和60年11月1日 町制 大和町 | 大和町                    | 平成16年3月1日 郡上市       | 郡上市 |
| 場皿村                       | 場皿村                       | 明治8年1月 島村              | 明治8年1月 島村              | 島村                       | 明治30年4月1日 西川村                 | 昭和30年3月28日 大和村          | 大和村                                     | 昭和60年11月1日 町制 大和町 | 大和町                    | 平成16年3月1日 郡上市       | 郡上市 |
| 島馬場村                     |                              | 明治8年1月 島村              | 明治8年1月 島村              | 島村                       | 明治30年4月1日 西川村                 | 昭和30年3月28日 大和村          | 大和村                                     | 昭和60年11月1日 町制 大和町 | 大和町                    | 平成16年3月1日 郡上市       | 郡上市 |
| 小間見村                     | 小間見村                     | 小間見村                     | 小間見村                     | 小間見村                   | 明治30年4月1日 弥富村                 | 昭和30年3月28日 大和村          | 大和村                                     | 昭和60年11月1日 町制 大和町 | 大和町                    | 平成16年3月1日 郡上市       | 郡上市 |
| 剣村                         | 剣村                         | 剣村                         | 剣村                         | 剣村                       | 明治30年4月1日 弥富村                 | 昭和30年3月28日 大和村          | 大和村                                     | 昭和60年11月1日 町制 大和町 | 大和町                    | 平成16年3月1日 郡上市       | 郡上市 |
| 大間見村                     | 大間見村                     | 大間見村                     | 大間見村                     | 大間見村                   | 明治30年4月1日 弥富村                 | 昭和30年3月28日 大和村          | 大和村                                     | 昭和60年11月1日 町制 大和町 | 大和町                    | 平成16年3月1日 郡上市       | 郡上市 |
| 万場村                       | 万場村                       | 明治8年1月 万場村            | 明治8年1月 万場村            | 万場村                     | 明治30年4月1日 弥富村                 | 昭和30年3月28日 大和村          | 大和村                                     | 昭和60年11月1日 町制 大和町 | 大和町                    | 平成16年3月1日 郡上市       | 郡上市 |
| 今万場村                     |                              | 明治8年1月 万場村            | 明治8年1月 万場村            | 万場村                     | 明治30年4月1日 弥富村                 | 昭和30年3月28日 大和村          | 大和村                                     | 昭和60年11月1日 町制 大和町 | 大和町                    | 平成16年3月1日 郡上市       | 郡上市 |
| 徳永村                       | 徳永村                       | 徳永村                       | 徳永村                       | 徳永村                     | 明治30年4月1日 山田村                 | 昭和30年3月28日 大和村          | 大和村                                     | 昭和60年11月1日 町制 大和町 | 大和町                    | 平成16年3月1日 郡上市       | 郡上市 |
| 河辺村                       | 河辺村                       | 河辺村                       | 河辺村                       | 河辺村                     | 明治30年4月1日 山田村                 | 昭和30年3月28日 大和村          | 大和村                                     | 昭和60年11月1日 町制 大和町 | 大和町                    | 平成16年3月1日 郡上市       | 郡上市 |
| 口神路村                     | 口神路村                     | 明治8年1月 神路村            | 明治8年1月 神路村            | 神路村                     | 明治30年4月1日 山田村                 | 昭和30年3月28日 大和村          | 大和村                                     | 昭和60年11月1日 町制 大和町 | 大和町                    | 平成16年3月1日 郡上市       | 郡上市 |
| 中神路村                     |                              | 明治8年1月 神路村            | 明治8年1月 神路村            | 神路村                     | 明治30年4月1日 山田村                 | 昭和30年3月28日 大和村          | 大和村                                     | 昭和60年11月1日 町制 大和町 | 大和町                    | 平成16年3月1日 郡上市       | 郡上市 |
| 牧村                         | 牧村                         | 牧村                         | 牧村                         | 牧村                       | 明治30年4月1日 山田村                 | 昭和30年3月28日 大和村          | 大和村                                     | 昭和60年11月1日 町制 大和町 | 大和町                    | 平成16年3月1日 郡上市       | 郡上市 |
| 東俣村                       | 東俣村                       | 明治8年1月 古道村            | 明治8年1月 古道村            | 古道村                     | 明治30年4月1日 山田村                 | 昭和30年3月28日 大和村          | 大和村                                     | 昭和60年11月1日 町制 大和町 | 大和町                    | 平成16年3月1日 郡上市       | 郡上市 |
| 上神路村                     |                              | 明治8年1月 古道村            | 明治8年1月 古道村            | 古道村                     | 明治30年4月1日 山田村                 | 昭和30年3月28日 大和村          | 大和村                                     | 昭和60年11月1日 町制 大和町 | 大和町                    | 平成16年3月1日 郡上市       | 郡上市 |
| 西俣村                       | 西俣村                       | 明治8年1月 栗巣村            | 明治8年1月 栗巣村            | 栗巣村                     | 明治30年4月1日 山田村                 | 昭和30年3月28日 大和村          | 大和村                                     | 昭和60年11月1日 町制 大和町 | 大和町                    | 平成16年3月1日 郡上市       | 郡上市 |
| 母袋村                       |                              | 明治8年1月 栗巣村            | 明治8年1月 栗巣村            | 栗巣村                     | 明治30年4月1日 山田村                 | 昭和30年3月28日 大和村          | 大和村                                     | 昭和60年11月1日 町制 大和町 | 大和町                    | 平成16年3月1日 郡上市       | 郡上市 |
| 白鳥村                       | 白鳥村                       | 白鳥村                       | 白鳥村                       | 白鳥村                     | 明治30年4月1日 上保村                 | 昭和3年11月10日 町制改称 白鳥町 | 昭和31年4月1日 白鳥町                      | 白鳥町                      | 白鳥町                    | 平成16年3月1日 郡上市       | 郡上市 |
| 為真村                       | 為真村                       | 為真村                       | 為真村                       | 為真村                     | 明治30年4月1日 上保村                 | 昭和3年11月10日 町制改称 白鳥町 | 昭和31年4月1日 白鳥町                      | 白鳥町                      | 白鳥町                    | 平成16年3月1日 郡上市       | 郡上市 |
| 大島村                       | 大島村                       | 大島村                       | 大島村                       | 大島村                     | 明治30年4月1日 上保村                 | 昭和3年11月10日 町制改称 白鳥町 | 昭和31年4月1日 白鳥町                      | 白鳥町                      | 白鳥町                    | 平成16年3月1日 郡上市       | 郡上市 |
| 中津屋村                     | 中津屋村                     | 中津屋村                     | 中津屋村                     | 中津屋村                   | 明治30年4月1日 上保村                 | 昭和3年11月10日 町制改称 白鳥町 | 昭和31年4月1日 白鳥町                      | 白鳥町                      | 白鳥町                    | 平成16年3月1日 郡上市       | 郡上市 |
| 越佐村                       | 越佐村                       | 越佐村                       | 越佐村                       | 越佐村                     | 明治30年4月1日 上保村                 | 昭和3年11月10日 町制改称 白鳥町 | 昭和31年4月1日 白鳥町                      | 白鳥町                      | 白鳥町                    | 平成16年3月1日 郡上市       | 郡上市 |
| 前谷村                       | 前谷村                       | 前谷村                       | 前谷村                       | 前谷村                     | 明治30年4月1日 北濃村                 | 北濃村                          | 昭和31年4月1日 白鳥町                      | 白鳥町                      | 白鳥町                    | 平成16年3月1日 郡上市       | 郡上市 |
| 歩岐島村                     | 歩岐島村                     | 歩岐島村                     | 歩岐島村                     | 歩岐島村                   | 明治30年4月1日 北濃村                 | 北濃村                          | 昭和31年4月1日 白鳥町                      | 白鳥町                      | 白鳥町                    | 平成16年3月1日 郡上市       | 郡上市 |
| 長滝村                       | 長滝村                       | 長滝村                       | 長滝村                       | 長滝村                     | 明治30年4月1日 北濃村                 | 北濃村                          | 昭和31年4月1日 白鳥町                      | 白鳥町                      | 白鳥町                    | 平成16年3月1日 郡上市       | 郡上市 |
| 二日町村                     | 二日町村                     | 二日町村                     | 二日町村                     | 二日町村                   | 明治30年4月1日 北濃村                 | 北濃村                          | 昭和31年4月1日 白鳥町                      | 白鳥町                      | 白鳥町                    | 平成16年3月1日 郡上市       | 郡上市 |
| 向小駄良村                   | 向小駄良村                   | 向小駄良村                   | 向小駄良村                   | 向小駄良村                 | 明治30年4月1日 北濃村                 | 北濃村                          | 昭和31年4月1日 白鳥町                      | 白鳥町                      | 白鳥町                    | 平成16年3月1日 郡上市       | 郡上市 |
| 野添村                       | 野添村                       | 野添村                       | 野添村                       | 野添村                     | 明治30年4月1日 牛道村                 | 牛道村                          | 昭和31年4月1日 白鳥町                      | 白鳥町                      | 白鳥町                    | 平成16年3月1日 郡上市       | 郡上市 |
| 折村                         | 折村                         | 明治8年1月 六ノ里村          | 明治8年1月 六ノ里村          | 六ノ里村                   | 明治30年4月1日 牛道村                 | 牛道村                          | 昭和31年4月1日 白鳥町                      | 白鳥町                      | 白鳥町                    | 平成16年3月1日 郡上市       | 郡上市 |
| 高久村                       |                              | 明治8年1月 六ノ里村          | 明治8年1月 六ノ里村          | 六ノ里村                   | 明治30年4月1日 牛道村                 | 牛道村                          | 昭和31年4月1日 白鳥町                      | 白鳥町                      | 白鳥町                    | 平成16年3月1日 郡上市       | 郡上市 |
| 藤林村                       |                              | 明治8年1月 六ノ里村          | 明治8年1月 六ノ里村          | 六ノ里村                   | 明治30年4月1日 牛道村                 | 牛道村                          | 昭和31年4月1日 白鳥町                      | 白鳥町                      | 白鳥町                    | 平成16年3月1日 郡上市       | 郡上市 |
| 畑ヶ谷村                     |                              | 明治8年1月 六ノ里村          | 明治8年1月 六ノ里村          | 六ノ里村                   | 明治30年4月1日 牛道村                 | 牛道村                          | 昭和31年4月1日 白鳥町                      | 白鳥町                      | 白鳥町                    | 平成16年3月1日 郡上市       | 郡上市 |
| 栃洞村                       |                              | 明治8年1月 六ノ里村          | 明治8年1月 六ノ里村          | 六ノ里村                   | 明治30年4月1日 牛道村                 | 牛道村                          | 昭和31年4月1日 白鳥町                      | 白鳥町                      | 白鳥町                    | 平成16年3月1日 郡上市       | 郡上市 |
| 橋詰村                       |                              | 明治8年1月 六ノ里村          | 明治8年1月 六ノ里村          | 六ノ里村                   | 明治30年4月1日 牛道村                 | 牛道村                          | 昭和31年4月1日 白鳥町                      | 白鳥町                      | 白鳥町                    | 平成16年3月1日 郡上市       | 郡上市 |
| 阿多岐村                     | 阿多岐村                     | 明治8年1月 西多村            | 明治8年1月 西多村            | 西多村                     | 明治30年4月1日 牛道村                 | 牛道村                          | 昭和31年4月1日 白鳥町                      | 白鳥町                      | 白鳥町                    | 平成16年3月1日 郡上市       | 郡上市 |
| 中西村                       |                              | 明治8年1月 西多村            | 明治8年1月 西多村            | 西多村                     | 明治30年4月1日 牛道村                 | 牛道村                          | 昭和31年4月1日 白鳥町                      | 白鳥町                      | 白鳥町                    | 平成16年3月1日 郡上市       | 郡上市 |
| 陰地村                       | 陰地村                       | 陰地村                       | 陰地村                       | 陰地村                     | 明治30年4月1日 牛道村                 | 牛道村                          | 昭和31年4月1日 白鳥町                      | 白鳥町                      | 白鳥町                    | 平成16年3月1日 郡上市       | 郡上市 |
| 那留村                       | 那留村                       | 那留村                       | 那留村                       | 那留村                     | 明治30年4月1日 牛道村                 | 牛道村                          | 昭和31年4月1日 白鳥町                      | 白鳥町                      | 白鳥町                    | 平成16年3月1日 郡上市       | 郡上市 |
| 福井県大野郡石徹白村の大部分 | 福井県大野郡石徹白村の大部分 | 福井県大野郡石徹白村の大部分 | 福井県大野郡石徹白村の大部分 | 下穴馬村 の一部            | 明治29年4月1日 分立 石徹白村 の大部分 | 福井県大野郡 石徹白村 の大部分  | 昭和33年10月15日 岐阜県郡上郡 白鳥町に編入 | 白鳥町                      | 白鳥町                    | 平成16年3月1日 郡上市       | 郡上市 |
| 下田村                       | 下田村                       | 明治8年1月 上田村            | 明治8年1月 上田村            | 嵩田村                     | 嵩田村                                | 昭和29年11月1日 美並村          | 美並村                                     | 美並村                      | 美並村                    | 平成16年3月1日 郡上市       | 郡上市 |
| 根村                         |                              | 明治8年1月 上田村            | 明治8年1月 上田村            | 嵩田村                     | 嵩田村                                | 昭和29年11月1日 美並村          | 美並村                                     | 美並村                      | 美並村                    | 平成16年3月1日 郡上市       | 郡上市 |
| 繁在村                       |                              | 明治8年1月 上田村            | 明治8年1月 上田村            | 嵩田村                     | 嵩田村                                | 昭和29年11月1日 美並村          | 美並村                                     | 美並村                      | 美並村                    | 平成16年3月1日 郡上市       | 郡上市 |
| 木尾村                       |                              | 明治8年1月 上田村            | 明治8年1月 上田村            | 嵩田村                     | 嵩田村                                | 昭和29年11月1日 美並村          | 美並村                                     | 美並村                      | 美並村                    | 平成16年3月1日 郡上市       | 郡上市 |
| 門福手村                     | 門福手村                     | 明治8年1月 山田村            | 明治8年1月 山田村            | 嵩田村                     | 嵩田村                                | 昭和29年11月1日 美並村          | 美並村                                     | 美並村                      | 美並村                    | 平成16年3月1日 郡上市       | 郡上市 |
| 鬮本村                       |                              | 明治8年1月 山田村            | 明治8年1月 山田村            | 嵩田村                     | 嵩田村                                | 昭和29年11月1日 美並村          | 美並村                                     | 美並村                      | 美並村                    | 平成16年3月1日 郡上市       | 郡上市 |
| 赤池村                       |                              | 明治8年1月 山田村            | 明治8年1月 山田村            | 嵩田村                     | 嵩田村                                | 昭和29年11月1日 美並村          | 美並村                                     | 美並村                      | 美並村                    | 平成16年3月1日 郡上市       | 郡上市 |
| 杉原村                       |                              | 明治8年1月 山田村            | 明治8年1月 山田村            | 嵩田村                     | 嵩田村                                | 昭和29年11月1日 美並村          | 美並村                                     | 美並村                      | 美並村                    | 平成16年3月1日 郡上市       | 郡上市 |
| 粥川村                       | 粥川村                       | 明治8年1月 高砂村            | 明治8年1月 高砂村            | 嵩田村                     | 嵩田村                                | 昭和29年11月1日 美並村          | 美並村                                     | 美並村                      | 美並村                    | 平成16年3月1日 郡上市       | 郡上市 |
| 高原村                       |                              | 明治8年1月 高砂村            | 明治8年1月 高砂村            | 嵩田村                     | 嵩田村                                | 昭和29年11月1日 美並村          | 美並村                                     | 美並村                      | 美並村                    | 平成16年3月1日 郡上市       | 郡上市 |
| 梅原村                       | 梅原村                       | 梅原村                       | 梅原村                       | 梅原村                     | 明治30年4月1日 下川村                 | 昭和29年11月1日 美並村          | 美並村                                     | 美並村                      | 美並村                    | 平成16年3月1日 郡上市       | 郡上市 |
| 深戸村                       | 深戸村                       | 明治8年1月 三戸村            | 明治8年1月 三戸村            | 三戸村                     | 明治30年4月1日 下川村                 | 昭和29年11月1日 美並村          | 美並村                                     | 美並村                      | 美並村                    | 平成16年3月1日 郡上市       | 郡上市 |
| 相戸村                       |                              | 明治8年1月 三戸村            | 明治8年1月 三戸村            | 三戸村                     | 明治30年4月1日 下川村                 | 昭和29年11月1日 美並村          | 美並村                                     | 美並村                      | 美並村                    | 平成16年3月1日 郡上市       | 郡上市 |
| 三日市村                     |                              | 明治8年1月 三戸村            | 明治8年1月 三戸村            | 三戸村                     | 明治30年4月1日 下川村                 | 昭和29年11月1日 美並村          | 美並村                                     | 美並村                      | 美並村                    | 平成16年3月1日 郡上市       | 郡上市 |
| 上刈安村                     | 上刈安村                     | 明治8年1月 白山村            | 明治8年1月 白山村            | 白山村                     | 明治30年4月1日 下川村                 | 昭和29年11月1日 美並村          | 美並村                                     | 美並村                      | 美並村                    | 平成16年3月1日 郡上市       | 郡上市 |
| 下刈安村                     |                              | 明治8年1月 白山村            | 明治8年1月 白山村            | 白山村                     | 明治30年4月1日 下川村                 | 昭和29年11月1日 美並村          | 美並村                                     | 美並村                      | 美並村                    | 平成16年3月1日 郡上市       | 郡上市 |
| 新羽根村                     |                              | 明治8年1月 白山村            | 明治8年1月 白山村            | 白山村                     | 明治30年4月1日 下川村                 | 昭和29年11月1日 美並村          | 美並村                                     | 美並村                      | 美並村                    | 平成16年3月1日 郡上市       | 郡上市 |
| 福野村                       |                              | 明治8年1月 白山村            | 明治8年1月 白山村            | 白山村                     | 明治30年4月1日 下川村                 | 昭和29年11月1日 美並村          | 美並村                                     | 美並村                      | 美並村                    | 平成16年3月1日 郡上市       | 郡上市 |
| 野尻村                       |                              | 明治8年1月 白山村            | 明治8年1月 白山村            | 白山村                     | 明治30年4月1日 下川村                 | 昭和29年11月1日 美並村          | 美並村                                     | 美並村                      | 美並村                    | 平成16年3月1日 郡上市       | 郡上市 |
| 大矢村                       | 大矢村                       | 明治8年1月 大原村            | 明治8年1月 大原村            | 大原村                     | 明治30年4月1日 下川村                 | 昭和29年11月1日 美並村          | 美並村                                     | 美並村                      | 美並村                    | 平成16年3月1日 郡上市       | 郡上市 |
| 勝原村                       |                              | 明治8年1月 大原村            | 明治8年1月 大原村            | 大原村                     | 明治30年4月1日 下川村                 | 昭和29年11月1日 美並村          | 美並村                                     | 美並村                      | 美並村                    | 平成16年3月1日 郡上市       | 郡上市 |
| 向鷲見村                     | 向鷲見村                     | 明治8年1月 大鷲村            | 明治8年1月 大鷲村            | 大鷲村                     | 明治30年4月1日 高鷲村                 | 高鷲村                          | 高鷲村                                     | 高鷲村                      | 高鷲村                    | 平成16年3月1日 郡上市       | 郡上市 |
| 穴洞村                       |                              | 明治8年1月 大鷲村            | 明治8年1月 大鷲村            | 大鷲村                     | 明治30年4月1日 高鷲村                 | 高鷲村                          | 高鷲村                                     | 高鷲村                      | 高鷲村                    | 平成16年3月1日 郡上市       | 郡上市 |
| 中切村                       | 明治7年 鷲見中切村           | 明治8年1月 大鷲村            | 明治8年1月 大鷲村            | 大鷲村                     | 明治30年4月1日 高鷲村                 | 高鷲村                          | 高鷲村                                     | 高鷲村                      | 高鷲村                    | 平成16年3月1日 郡上市       | 郡上市 |
| 正ヶ洞村                     |                              | 明治8年1月 大鷲村            | 明治8年1月 大鷲村            | 大鷲村                     | 明治30年4月1日 高鷲村                 | 高鷲村                          | 高鷲村                                     | 高鷲村                      | 高鷲村                    | 平成16年3月1日 郡上市       | 郡上市 |
| 鮎走村                       | 鮎走村                       | 明治8年1月 鮎立村            | 明治8年1月 鮎立村            | 鮎立村                     | 明治30年4月1日 高鷲村                 | 高鷲村                          | 高鷲村                                     | 高鷲村                      | 高鷲村                    | 平成16年3月1日 郡上市       | 郡上市 |
| 切立村                       |                              | 明治8年1月 鮎立村            | 明治8年1月 鮎立村            | 鮎立村                     | 明治30年4月1日 高鷲村                 | 高鷲村                          | 高鷲村                                     | 高鷲村                      | 高鷲村                    | 平成16年3月1日 郡上市       | 郡上市 |
| 鷲見村                       | 鷲見村                       | 明治8年1月 鷲見村            | 鷲見村                       | 鷲見村                     | 明治30年4月1日 高鷲村                 | 高鷲村                          | 高鷲村                                     | 高鷲村                      | 高鷲村                    | 平成16年3月1日 郡上市       | 郡上市 |
| 西洞村                       | 明治7年 鷲見西洞村           | 明治8年1月 鷲見村            | 明治17年 分立 西洞村         | 西洞村                     | 明治30年4月1日 高鷲村                 | 高鷲村                          | 高鷲村                                     | 高鷲村                      | 高鷲村                    | 平成16年3月1日 郡上市       | 郡上市 |
| 神谷村                       | 神谷村                       | 明治8年1月 大谷村            | 明治8年1月 大谷村            | 大谷村                     | 明治30年4月1日 奥明方村               | 奥明方村                        | 奥明方村                                   | 昭和45年4月20日 改称 明方村 | 平成4年4月1日 改称 明宝村 | 平成16年3月1日 郡上市       | 郡上市 |
| 大久須見村                   |                              | 明治8年1月 大谷村            | 明治8年1月 大谷村            | 大谷村                     | 明治30年4月1日 奥明方村               | 奥明方村                        | 奥明方村                                   | 昭和45年4月20日 改称 明方村 | 平成4年4月1日 改称 明宝村 | 平成16年3月1日 郡上市       | 郡上市 |
| 寒水村                       | 寒水村                       | 寒水村                       | 寒水村                       | 寒水村                     | 明治30年4月1日 奥明方村               | 奥明方村                        | 奥明方村                                   | 昭和45年4月20日 改称 明方村 | 平成4年4月1日 改称 明宝村 | 平成16年3月1日 郡上市       | 郡上市 |
| 東気良村                     | 東気良村                     | 明治8年1月 気良村            | 明治8年1月 気良村            | 気良村                     | 明治30年4月1日 奥明方村               | 奥明方村                        | 奥明方村                                   | 昭和45年4月20日 改称 明方村 | 平成4年4月1日 改称 明宝村 | 平成16年3月1日 郡上市       | 郡上市 |
| 西気良村                     |                              | 明治8年1月 気良村            | 明治8年1月 気良村            | 気良村                     | 明治30年4月1日 奥明方村               | 奥明方村                        | 奥明方村                                   | 昭和45年4月20日 改称 明方村 | 平成4年4月1日 改称 明宝村 | 平成16年3月1日 郡上市       | 郡上市 |
| 奥長尾村                     | 奥長尾村                     | 明治8年1月 奥住村            | 明治8年1月 奥住村            | 奥住村                     | 明治30年4月1日 奥明方村               | 奥明方村                        | 奥明方村                                   | 昭和45年4月20日 改称 明方村 | 平成4年4月1日 改称 明宝村 | 平成16年3月1日 郡上市       | 郡上市 |
| 口長尾村                     |                              | 明治8年1月 奥住村            | 明治8年1月 奥住村            | 奥住村                     | 明治30年4月1日 奥明方村               | 奥明方村                        | 奥明方村                                   | 昭和45年4月20日 改称 明方村 | 平成4年4月1日 改称 明宝村 | 平成16年3月1日 郡上市       | 郡上市 |
| 漆原村                       |                              | 明治8年1月 奥住村            | 明治8年1月 奥住村            | 奥住村                     | 明治30年4月1日 奥明方村               | 奥明方村                        | 奥明方村                                   | 昭和45年4月20日 改称 明方村 | 平成4年4月1日 改称 明宝村 | 平成16年3月1日 郡上市       | 郡上市 |
| 鎌辺村                       |                              | 明治8年1月 奥住村            | 明治8年1月 奥住村            | 奥住村                     | 明治30年4月1日 奥明方村               | 奥明方村                        | 奥明方村                                   | 昭和45年4月20日 改称 明方村 | 平成4年4月1日 改称 明宝村 | 平成16年3月1日 郡上市       | 郡上市 |
| 坂本村                       |                              | 明治8年1月 奥住村            | 明治8年1月 奥住村            | 奥住村                     | 明治30年4月1日 奥明方村               | 奥明方村                        | 奥明方村                                   | 昭和45年4月20日 改称 明方村 | 平成4年4月1日 改称 明宝村 | 平成16年3月1日 郡上市       | 郡上市 |
| 小川村                       | 小川村                       | 小川村                       | 小川村                       | 小川村                     | 明治30年4月1日 奥明方村               | 奥明方村                        | 奥明方村                                   | 昭和45年4月20日 改称 明方村 | 平成4年4月1日 改称 明宝村 | 平成16年3月1日 郡上市       | 郡上市 |
| 畑佐村                       | 畑佐村                       | 畑佐村                       | 畑佐村                       | 畑佐村                     | 明治30年4月1日 奥明方村               | 奥明方村                        | 奥明方村                                   | 昭和45年4月20日 改称 明方村 | 平成4年4月1日 改称 明宝村 | 平成16年3月1日 郡上市       | 郡上市 |
| 二間手村                     | 二間手村                     | 二間手村                     | 二間手村                     | 二間手村                   | 明治30年4月1日 奥明方村               | 奥明方村                        | 奥明方村                                   | 昭和45年4月20日 改称 明方村 | 平成4年4月1日 改称 明宝村 | 平成16年3月1日 郡上市       | 郡上市 |
| 鹿倉村                       | 鹿倉村                       | 鹿倉村                       | 鹿倉村                       | 鹿倉村                     | 明治27年7月21日 和良村                | 和良村                          | 和良村                                     | 和良村                      | 和良村                    | 平成16年3月1日 郡上市       | 郡上市 |
| 宮代村                       | 宮代村                       | 宮代村                       | 宮代村                       | 宮代村                     | 明治27年7月21日 和良村                | 和良村                          | 和良村                                     | 和良村                      | 和良村                    | 平成16年3月1日 郡上市       | 郡上市 |
| 野尻村                       | 野尻村                       | 野尻村                       | 野尻村                       | 野尻村                     | 明治27年7月21日 和良村                | 和良村                          | 和良村                                     | 和良村                      | 和良村                    | 平成16年3月1日 郡上市       | 郡上市 |
| 田平村                       | 田平村                       | 明治8年1月 三庫村            | 明治8年1月 三庫村            | 三庫村                     | 明治27年7月21日 和良村                | 和良村                          | 和良村                                     | 和良村                      | 和良村                    | 平成16年3月1日 郡上市       | 郡上市 |
| 厚波村                       |                              | 明治8年1月 三庫村            | 明治8年1月 三庫村            | 三庫村                     | 明治27年7月21日 和良村                | 和良村                          | 和良村                                     | 和良村                      | 和良村                    | 平成16年3月1日 郡上市       | 郡上市 |
| 東野村                       |                              | 明治8年1月 三庫村            | 明治8年1月 三庫村            | 三庫村                     | 明治27年7月21日 和良村                | 和良村                          | 和良村                                     | 和良村                      | 和良村                    | 平成16年3月1日 郡上市       | 郡上市 |
| 下野村                       | 下野村                       | 明治8年1月 横野村            | 明治8年1月 横野村            | 横野村                     | 明治27年7月21日 和良村                | 和良村                          | 和良村                                     | 和良村                      | 和良村                    | 平成16年3月1日 郡上市       | 郡上市 |
| 横井村                       |                              | 明治8年1月 横野村            | 明治8年1月 横野村            | 横野村                     | 明治27年7月21日 和良村                | 和良村                          | 和良村                                     | 和良村                      | 和良村                    | 平成16年3月1日 郡上市       | 郡上市 |
| 宮地村                       | 宮地村                       | 宮地村                       | 宮地村                       | 宮地村                     | 明治27年7月21日 和良村                | 和良村                          | 和良村                                     | 和良村                      | 和良村                    | 平成16年3月1日 郡上市       | 郡上市 |
| 上沢村                       | 上沢村                       | 明治8年1月 沢村              | 明治8年1月 沢村              | 沢村                       | 明治27年7月21日 和良村                | 和良村                          | 和良村                                     | 和良村                      | 和良村                    | 平成16年3月1日 郡上市       | 郡上市 |
| 下沢村                       |                              | 明治8年1月 沢村              | 明治8年1月 沢村              | 沢村                       | 明治27年7月21日 和良村                | 和良村                          | 和良村                                     | 和良村                      | 和良村                    | 平成16年3月1日 郡上市       | 郡上市 |
| 法師丸村                     | 法師丸村                     | 法師丸村                     | 法師丸村                     | 法師丸村                   | 明治27年7月21日 和良村                | 和良村                          | 和良村                                     | 和良村                      | 和良村                    | 平成16年3月1日 郡上市       | 郡上市 |
| 下洞村                       | 下洞村                       | 下洞村                       | 下洞村                       | 下洞村                     | 明治27年7月21日 和良村                | 和良村                          | 和良村                                     | 和良村                      | 和良村                    | 平成16年3月1日 郡上市       | 郡上市 |
| 土京村                       | 土京村                       | 土京村                       | 土京村                       | 土京村                     | 明治27年7月21日 和良村                | 和良村                          | 和良村                                     | 和良村                      | 和良村                    | 平成16年3月1日 郡上市       | 郡上市 |
| 方須村                       | 方須村                       | 方須村                       | 方須村                       | 方須村                     | 明治27年7月21日 和良村                | 和良村                          | 和良村                                     | 和良村                      | 和良村                    | 平成16年3月1日 郡上市       | 郡上市 |
| 安郷野新田                   |                              |                              |                              | 方須村                     | 明治27年7月21日 和良村                | 和良村                          | 和良村                                     | 和良村                      | 和良村                    | 平成16年3月1日 郡上市       | 郡上市 |
| 弓掛村                       | 弓掛村                       | 弓掛村                       | 弓掛村                       | 弓掛村                     | 明治30年4月1日 東村                   | 昭和30年3月1日 益田郡 金山町    | 金山町の一部                               | 金山町の一部                | 金山町の一部              | 平成16年3月1日 下呂市の一部 | 下呂市 |
| 卯野原村                     | 卯野原村                     | 卯野原村                     | 卯野原村                     | 卯野原村                   | 明治30年4月1日 東村                   | 昭和30年3月1日 益田郡 金山町    | 金山町の一部                               | 金山町の一部                | 金山町の一部              | 平成16年3月1日 下呂市の一部 | 下呂市 |
| 乙原村                       | 乙原村                       | 乙原村                       | 乙原村                       | 乙原村                     | 明治30年4月1日 東村                   | 昭和30年3月1日 益田郡 金山町    | 金山町の一部                               | 金山町の一部                | 金山町の一部              | 平成16年3月1日 下呂市の一部 | 下呂市 |
| 祖師野村                     | 祖師野村                     | 祖師野村                     | 祖師野村                     | 祖師野村                   | 明治30年4月1日 東村                   | 昭和30年3月1日 益田郡 金山町    | 金山町の一部                               | 金山町の一部                | 金山町の一部              | 平成16年3月1日 下呂市の一部 | 下呂市 |
| 沓部村                       | 明治初年 分立 東沓部村       | 明治初年 分立 東沓部村       | 明治初年 分立 東沓部村       | 東沓部村                   | 明治30年4月1日 東村                   | 昭和30年3月1日 益田郡 金山町    | 金山町の一部                               | 金山町の一部                | 金山町の一部              | 平成16年3月1日 下呂市の一部 | 下呂市 |
| 沓部村                       | 明治初年 改称 西沓部村       | 明治8年1月 戸部村            | 明治8年1月 戸部村            | 戸部村                     | 明治30年4月1日 東村                   | 昭和30年3月1日 益田郡 金山町    | 金山町の一部                               | 金山町の一部                | 金山町の一部              | 平成16年3月1日 下呂市の一部 | 下呂市 |
| 戸川村                       |                              | 明治8年1月 戸部村            | 明治8年1月 戸部村            | 戸部村                     | 明治30年4月1日 東村                   | 昭和30年3月1日 益田郡 金山町    | 金山町の一部                               | 金山町の一部                | 金山町の一部              | 平成16年3月1日 下呂市の一部 | 下呂市 |
| 広瀬村                       | 広瀬村                       | 明治8年1月 岩瀬村            | 明治8年1月 岩瀬村            | 岩瀬村                     | 明治30年4月1日 東村                   | 昭和30年3月1日 益田郡 金山町    | 金山町の一部                               | 金山町の一部                | 金山町の一部              | 平成16年3月1日 下呂市の一部 | 下呂市 |
| 中原村                       |                              | 明治8年1月 岩瀬村            | 明治8年1月 岩瀬村            | 岩瀬村                     | 明治30年4月1日 東村                   | 昭和30年3月1日 益田郡 金山町    | 金山町の一部                               | 金山町の一部                | 金山町の一部              | 平成16年3月1日 下呂市の一部 | 下呂市 |
| 相原村                       |                              | 明治8年1月 岩瀬村            | 明治8年1月 岩瀬村            | 岩瀬村                     | 明治30年4月1日 東村                   | 昭和30年3月1日 益田郡 金山町    | 金山町の一部                               | 金山町の一部                | 金山町の一部              | 平成16年3月1日 下呂市の一部 | 下呂市 |
| 八坂村                       |                              | 明治8年1月 岩瀬村            | 明治8年1月 岩瀬村            | 岩瀬村                     | 明治30年4月1日 東村                   | 昭和30年3月1日 益田郡 金山町    | 金山町の一部                               | 金山町の一部                | 金山町の一部              | 平成16年3月1日 下呂市の一部 | 下呂市 |
| 岩屋村                       |                              | 明治8年1月 岩瀬村            | 明治8年1月 岩瀬村            | 岩瀬村                     | 明治30年4月1日 東村                   | 昭和30年3月1日 益田郡 金山町    | 金山町の一部                               | 金山町の一部                | 金山町の一部              | 平成16年3月1日 下呂市の一部 | 下呂市 |

## 行政
歴代郡長
| 代 | 氏名 | 就任年月日                | 退任年月日                | 備考                 |
| -- | ---- | ------------------------- | ------------------------- | -------------------- |
| 1  |      | 明治12年（1879年）2月18日 |                           |                      |
|    |      |                           | 大正15年（1926年）6月30日 | 郡役所廃止により廃官 |

## 関連文献
- 『郡上郡史: 正編』郡上郡教育会、1922年。